# Metro Nischni Nowgorod
Die Nischni-Nowgoroder Metro (russisch Нижегородский метрополитен Nischegorodski metropoliten) ist die U-Bahn der sechstgrößten russischen Stadt Nischni Nowgorod und wurde im Jahr 1985 eröffnet. Derzeit gibt es zwei Linien mit 15 Stationen und etwa 21,6 Kilometer Streckenlänge.
Der zentrale Verkehrsknotenpunkt des städtischen Nahverkehrs befindet sich am Hauptbahnhof „Moskauer Bahnhof“ (Moskowski). Die Metro hat an der Kreuzungsstation Moskowskaja Anschluss an die S-Bahn (Elektritschka). Dort enden auch acht Linien der Straßenbahn Nischni Nowgorod, die die Altstadt am östlichen Ufer der Oka und die südlichen und westlichen Stadtteile abseits der U-Bahn-Strecke erschließen.

## Geschichte
In den 1970er Jahren begann man in Gorki, so hieß die Stadt seit 1932, den Bau einer Metro zu erörtern. Dabei wurden auch schon die ersten Pläne für die ersten acht U-Bahn-Stationen entworfen. 1976 fassten die Stadtväter den Entschluss, ein U-Bahn-Netz zu bauen. Einerseits war die Straßenbahn an ihre Kapazitätsgrenzen gekommen, andererseits besagten die Prognosen, dass die Bevölkerungszahl der Stadt bis 1990 von damals 1,35 auf 1,6 Millionen steigen würde.
Der erste Rammschlag fand am 17. Dezember 1977 an der Station Leninskaja (Ленинская) statt. Danach wurde an dieser Stelle eine Gedenktafel eingeweiht, die das zehnte U-Bahn-System der Sowjetunion dokumentieren sollte. Die Linie auf der ersten Strecke, die, wie in Russland üblich, rot gekennzeichnet wurde, wurde nach acht Jahren Bauzeit am 20. November 1985 zwischen den Stationen Moskowskaja (Московская) und Proletarskaja (Пролетарская) mit vier Zwischenstationen und 7,8 Kilometer Streckenlänge in Betrieb genommen. Zusätzlich wurde auch noch das Depot an der Station Proletarskaja und die Verwaltungs- und Technikzentrale eröffnet. Diese Linie verband den „Moskauer Bahnhof“ mit den drei Industriegebieten der Stadt, dem Stadtbezirk Kanawino, dem Lenin-Bezirk und dem Awtosawodski-Bezirk.

### Linie 1

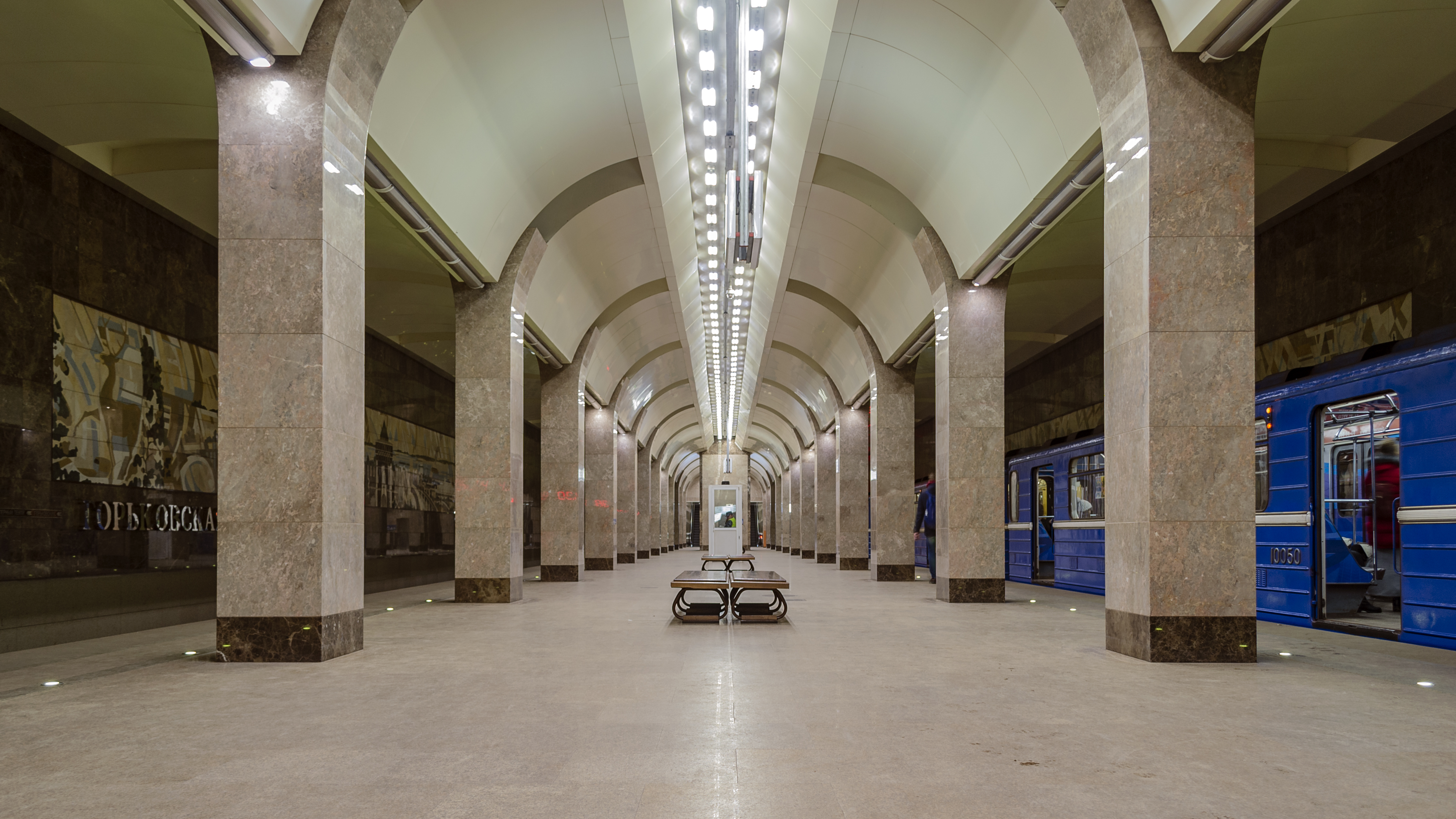
Station Gorkowskaja, Endstation der Awtosawodskaja-Linie (1)

Die Eröffnung der Metro, genauer gesagt das Eröffnungsdatum, war Auslöser für eine Reihe von Skandalen, weil die feierliche Inbetriebnahme für den 7. November, den 68. Jahrestag der Oktoberrevolution, geplant war. Doch verspätete man sich aus unbekannten Gründen bei der Eröffnung um zwei Wochen, weshalb man, wie es heißt, den Leiter der Metrobaufirma von Gorki sogar verhaften wollte. Dennoch fand am 7. November eine feierliche Eröffnung statt. Die Obrigkeit schaute sich die Metro an, für die Fahrgäste wurde die Linie erst zwei Wochen später freigegeben.
Am 8. August 1987 wurde die Strecke um zwei Stationen verlängert. Sie endete nun 1,9 km weiter südlich an der neuen Station Komsomolskaja (Комсомольская). Wiederum zwei Jahre später wurde sie in der gleichen Richtung um weitere zwei Bahnhöfe bis zur Station Park Kultury (Парк Культуры) erweitert. Alle Stationen wurden in offener Bauweise errichtet. Am 4. November 2012 wurde die Strecke nach Osten erweitert. Die rote Linie überquert seitdem die Oka im Untergeschoss einer doppelstöckigen Brücke und erreicht ihren neuen Endpunkt an der neuen Station Gorkowskaja (Горьковская). Die Brückenbauarbeiten begannen im Jahr 2001, die Inbetriebnahme sollte 2011 erfolgen.
Auch zukünftig soll das kleine Netz der Stadt Nischni Nowgorod weiter ausgebaut werden. Bisher ist geplant, das bisher etwa 18,9 km lange Netz auf bis zu 60 Kilometer auszubauen. Die derzeitige rote Linie soll in Richtung Osten dann noch an zwei weiteren Stationen halten, die Ploschtschad Swobody (Площадь Свободы, Platz der Freiheit) und Sennaja Ploschad (Сенная Площадь) heißen werden.

### Linie 2

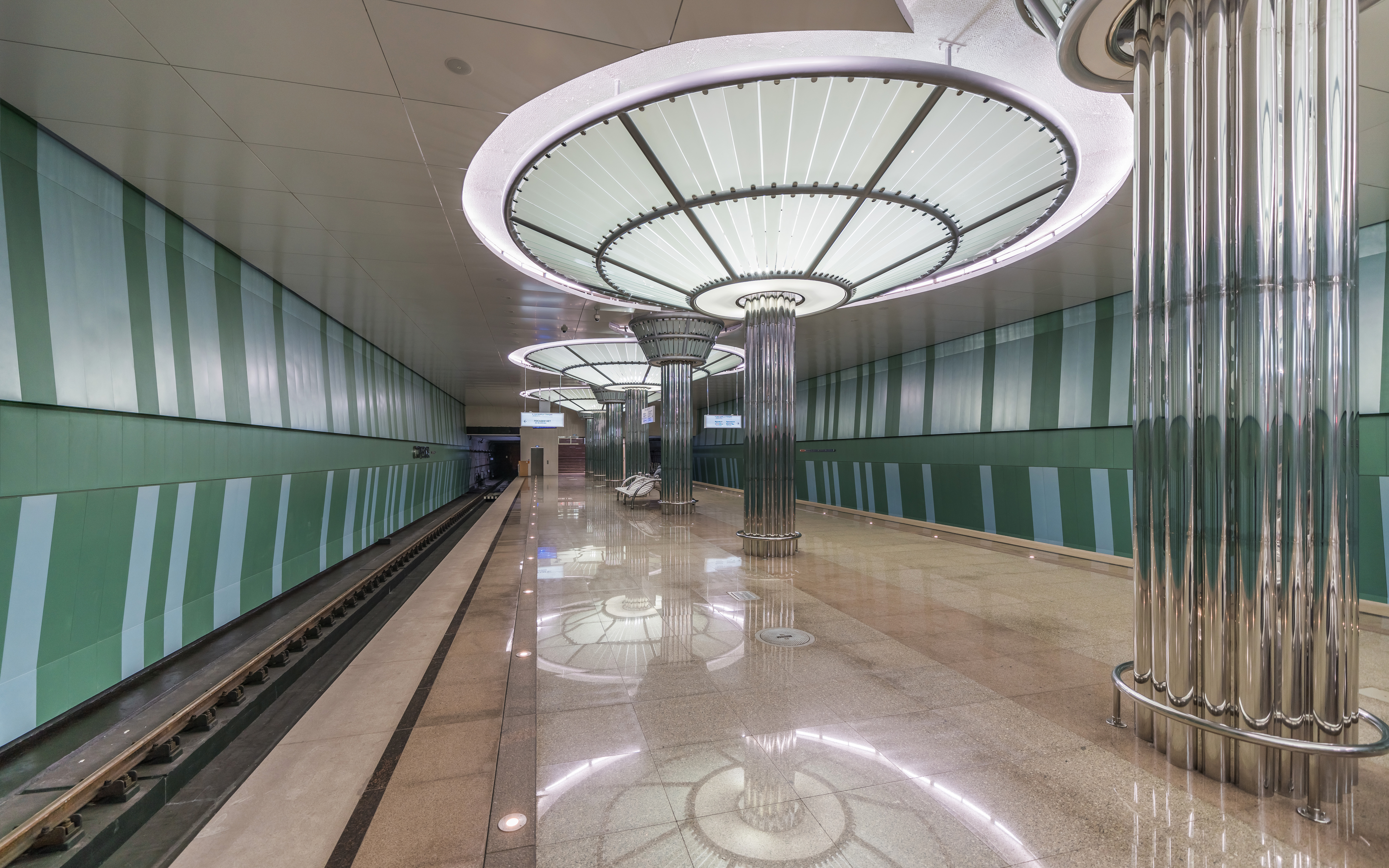
Station Strelka, Endstation der Sormowskaja-Linie (2)

Nach dem Zusammenbruch der Sowjetunion verzögerte sich der Bau neuer U-Bahnhöfe, und auch die finanziellen Mittel flossen nicht mehr im Übermaß, dennoch wurde am 20. Dezember 1993, acht Jahre nach der ersten U-Bahn-Eröffnung, die zweite neue U-Bahn-Strecke im nun wieder rückbenannten Nischni Nowgorod mit den beiden Stationen Kanawinskaja (Канавинская) und Burnakowskaja (Бурнаковская) in Betrieb genommen. Ein Umsteigen zur roten Linie ist seitdem am Bahnhof Moskowskaja mit zwei Richtungsbahnsteigen möglich.
Am 9. September 2002 wurde ein weiterer Bahnhof auf der zweiten blauen Linie eröffnet: die Station Burewestnik (Буревестник, Sturmvögel).
Zur Betriebseröffnung im Jahr 1985 wurden vier Züge aus der Fabrik Wagonmasch des Typs 81-717/714 geliefert. Baugleiche Züge fahren auch in Budapest, Prag und Warschau. Sie fahren mit einer seitlich angebrachten, von unten bestrichenen Stromschiene bei einer Fahrspannung von bei ex-sowjetischen Metros üblichen 825 Volt. Heute gibt es ungefähr zwanzig 4-Wagen-Züge, die in der Hauptverkehrszeit alle eingesetzt werden. Alle Züge werden im Betriebshof südlich der Station Proletarskaja abgestellt, der über eine 450 Meter lange zweigleisige Gleisverbindung zu erreichen ist.
Im Jahr 2002 wurden etwa 60 Millionen Fahrgäste befördert.
Am 12. Juni 2018 wurde die neue U-Bahn-Station Strelka (Стрелка) eröffnet. Es befindet sich in der Nähe des Stadions, in dem die Fußball-Weltmeisterschaft 2018 ausgetragen wurde. In der Nähe des U-Bahn-Station befinden sich auch mehrere Einkaufszentren (Metro, Decathlon und Sedmoe Nebo), die Alexander-Newski-Kathedrale, die Messe und die Landzunge von Nischni Nowgorod.
Die Strecke der blauen Linie soll ebenfalls verlängert werden, hier sogar in beide Richtungen. Im Norden soll sie einmal bis zur Wolga führen, aber auch im Westen soll die zweite Linie neue Bahnhöfe bekommen. Langfristig ist auch eine dritte Linie, wahrscheinlich mit der Kennfarbe Grün oder Gelb, am anderen Oka-Ufer geplant. Sie soll etwa parallel zur roten Linie verlaufen. Derzeit ist die Finanzierung neuer Metrostrecken allerdings dadurch erschwert, dass ein Teil der ohnehin bescheidenen zur Verfügung stehenden Mittel in die Erneuerung einiger baufälliger Tunnelabschnitte investiert werden muss.

## Linien

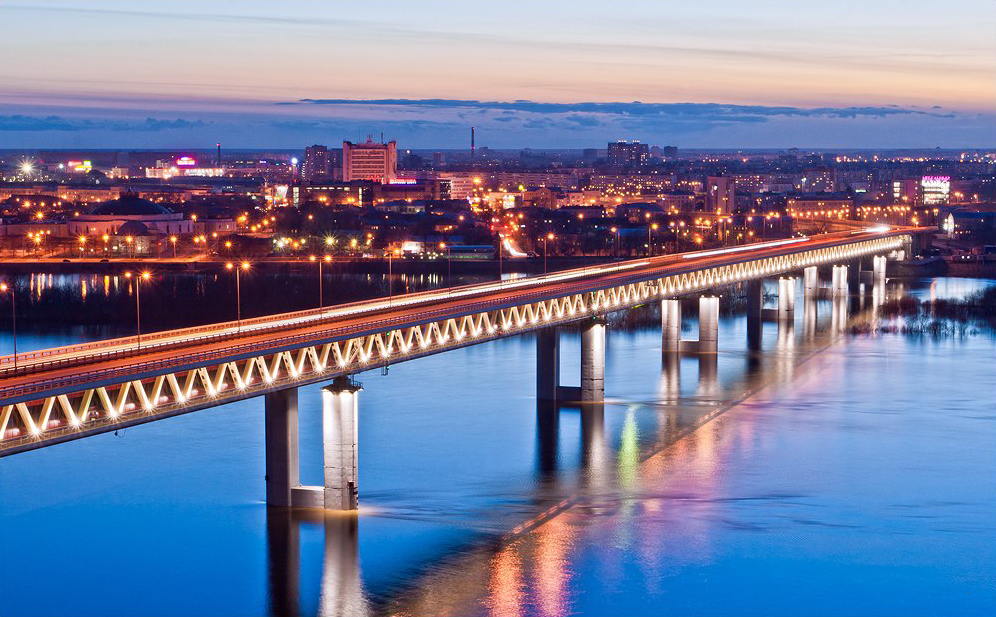
Metrobrücke über die Oka

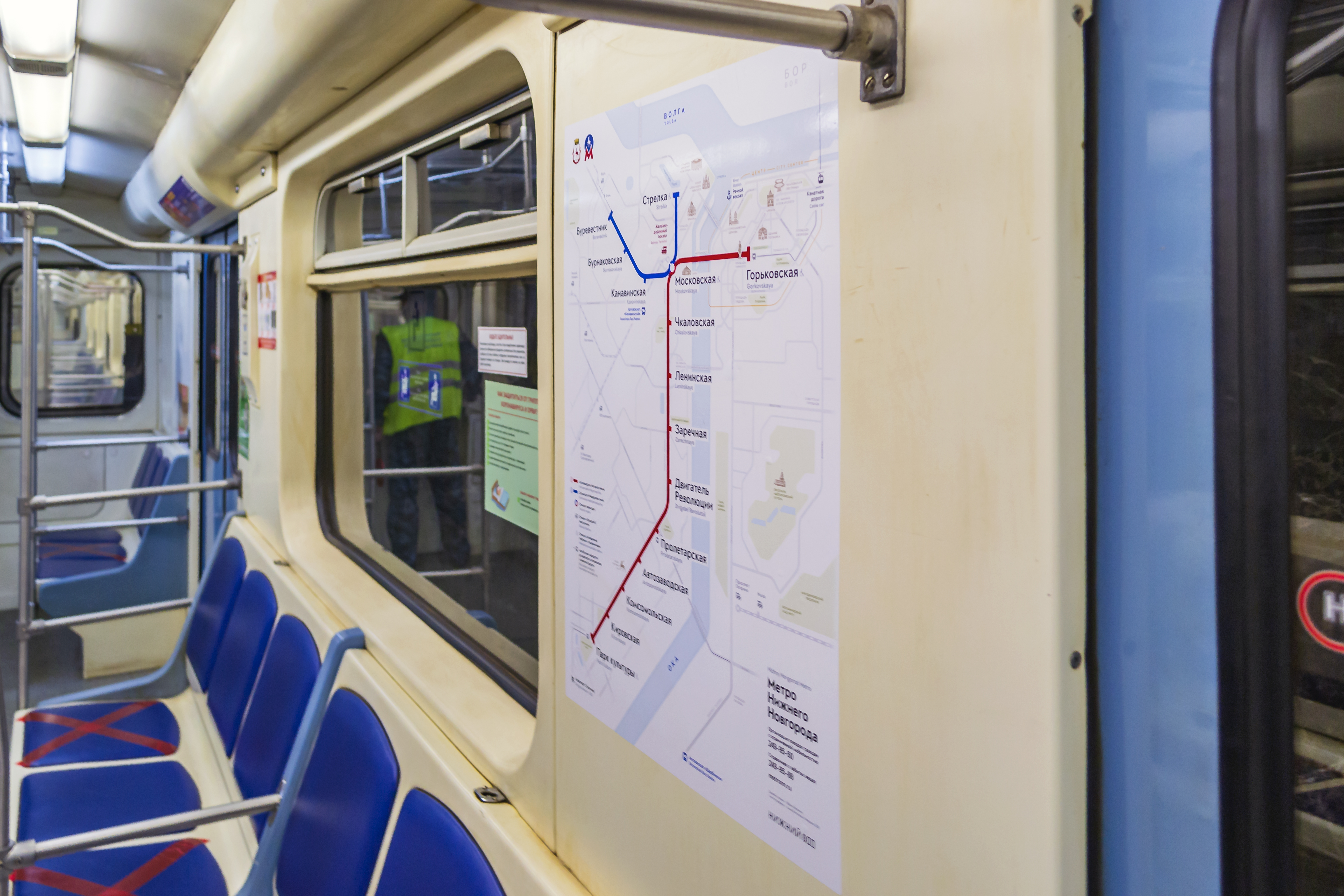
Gesperrte Sitze während der COVID-19-Pandemie

| Nummer | Linienname | Strecke                      | Eröffnungsjahr | Länge   | Fahrzeit |
| ------ | ---------- | ---------------------------- | -------------- | ------- | -------- |
|        | Linie 1    | Park kul'tury ↔ Gor'kowskaja | 1985           | 15,1 km | 20 min   |
|        | Linie 2    | Strelka ↔ Burewestnik        | 1993           | 3,8 km  | 10 min   |
|        | Linie 3    | Kremlewskaja ↔ Nowinki       | projektiert    |         |          |

### Stationen
| Linie 1 | Linie 2 |  |
| Awtosawodskaja-Linie | Sormowskaja-Linie |  |
| (Автозаводская) | (Сормовская) |  |
| --- | --- |  |
| - Gorkowskaja Горьковская - Moskowskaja Московская Übergang M2 - Tschkalowskaja Чкаловская - Leninskaja Ленинская - Saretschnaja Заречная - Dwigatel' Rewoljuzii Двигатель Революции - Proletarskaja Пролетарская - Awtosawodskaja Автозаводская - Komsomolskaja Комсомольская - Kirowskaja Кировская - Park Kultury Парк культуры Eröffnung: 1985 Jüngste Station: 2012 Länge: 15,1 km Bahnhöfe: 11 Fahrtzeit: 20 min. | - Burewestnik Буревестник - Burnakowskaja Бурнаковская - Kanawinskaja Канавинская - Moskowskaja Московская Übergang M1 - Strelka Стрелка Eröffnung: 1993 Jüngste Station: 2018 Länge: 7,1 km Bahnhöfe: 5 Fahrtzeit: 10 min. |  |